# ادوارد تام
ادوارد تام (انگلیسی: Edward Toms; ۱۱ دسامبر ۱۸۹۹ – ۲ ژانویهٔ ۱۹۷۱) ورزشکار دو و میدانی اهل بریتانیا بود.